# Лібералізм у класичній традиції
«Лібералізм у класичні традиції» (оригінальна німецька назва: Liberalismus; назва англіською Liberalism: In the Classical Tradition) — книга економіста Австрійської школи та лібертаріанського мислителя Людвіга фон Мізеса, що містить економічний аналіз та критику соціалізму. Вперше вона була опублікована в 1927 році у видавництві Густава Фішера в Єні і захищає класичну ліберальну ідеологію, засновану на правах приватної власності. Починаючи з принципу приватної власності, Мізес показує, як інші класичні ліберальні свободи випливають з права власності, і стверджує, що лібералізм, вільний від державного втручання, необхідний для сприяння миру, соціальній гармонії та загальному добробуту. Книга була перекладена англійською мовою учнем Мізеса, Ральфом Райко, але її перше англійське видання 1962 року мало назву "Вільна і процвітаюча співдружність", а не "Лібералізм", оскільки Мізес вважав, що дослівний переклад створить плутанину, оскільки термін "лібералізм" після Нового курсу і особливо в 1960-х роках став широко використовуватися в Сполучених Штатах для позначення лівоцентристської політики, яка підтримує певний ступінь державного втручання, що суперечить центральній передумові Мізеса. Англійський переклад був опублікований в Інтернеті Інститутом Людвіга фон Мізеса в 2000 році.

## Зміст

### Додатки
Про літературу лібералізму
Про термін «лібералізм»

### Додатки до міжнародного видання
Роль доктрин в історії людства
Ідея свободи народилася на Заході
Свобода і власність

## Обрані цитати
Про внутрішню та зовнішню політику лібералізму:
Мета внутрішньої політики лібералізму така ж, як і мета його зовнішньої політики: мир. Вона спрямована на мирну співпрацю як між націями, так і всередині кожної нації.
Про добровільність ліберального вибору уряду:
Отже, ніколи не було політичної влади, яка добровільно відмовлялася від перешкоджання вільному розвитку та функціонуванню інституту приватної власності на засоби виробництва. Уряди терпимо ставляться до приватної власності коли вони змушені це робити, але за власною волею вони не визнають її необхідність. Навіть ліберальні політики, отримавши владу, зазвичай відсувають свої ліберальні принципи більш-менш на другий план. Тенденція накладати обмеження на приватну власність, зловживати політичною владою та відмовлятися поважати або визнавати будь-яку вільну сферу діяльності за межами панування держави надто глибоко вкорінена в менталітеті тих, хто контролює урядовий апарат примусу, для того, щоб вони колись добровільно відмовитись від цього. Ліберальний уряд є contradictio in adjecto. Тому треба змусити уряд прийняти лібералізм силою одностайної думки народу; не слід очікувати, що урядовці можуть добровільно стати лібералами.

## Історія публікацій

### Німецькою
- Ludwig von Mises, Liberalismus. Jena: Gustav Fischer Verlag, 1927.
- Ludwig von Mises, Liberalismus. Sankt Augustin: Academia Verlag, 1993. ISBN 3-88345-428-1.

### Англійською
Англійською мовою книгу переклав американський лібертаріанський історик європейського лібералізму Ральф Райко.
- Ludwig von Mises, The Free and Prosperous Commonwealth: An Exposition of the Ideas of Classical Liberalism. Princeton, Van Nostrand, 1962
- Ludwig von Mises, Liberalism, a Socio-Economic Exposition (Studies in economic theory). Mission, KS: Sheed Andrews and McMeel, 1978. ISBN 0-8362-5106-7
- Ludwig von Mises, Liberalism: In The Classical Tradition. Irvington-on-Hudson, NY: Foundation for Economic Education – San Francisco: Cobden Press, 1985. ISBN 0-930439-23-6
- Ludwig von Mises, Liberalism: The Classical Tradition. Irvington-on-Hudson, NY: Foundation for Economic Education, 1996. ISBN 1-57246-022-9
- Ludwig von Mises, Liberalism: The Classical Tradition. Indianapolis: Liberty Fund[en], 2005. ISBN 0-86597-586-8

### Українською
Переклад українською виконано Валентином Хохловим та Володимиром Золотарьовим за наукової редакції Дмитра Скрябіна.
- Мізес, Людвіг фон. Лібералізм у класичній традиції: а також статті Роль доктрин в історії людства, Ідея свободи народилася на Заході, Свобода і власність / Людвіг фон Мізес. — К. : ТОВ «Велл Букс» | «Well Books» LLC, 2024. — 304 с., іл. ISBN 978-617-8264-09-3

### Огляди
- Lemberger, J. (1928). Liberalismus. by Ludwig Mises. The Economic Journal. Royal Economic Society. 38 (152): 634—5. doi:10.2307/2224114. ISSN 1468-0297. JSTOR 2224114.

## Зовнішні посилання
Full text versions of Liberalism, 1985 edition:
- Full text in HTML
- Full text in PDF
- Full text in EPUB)